# إيما واتسون
إيما شارلوت دويري واتسون (بالإنجليزية: Emma Charlotte Duerre Watson)‏ (مواليد 15 أبريل 1990)؛ هي ممثلة إنجليزية وعارضة أزياء من مواليد باريس، في فرنسا. اشتهرت بتجسيد دور هرمايوني غرينجر في سلسة أفلام هاري بوتر، وكانت واتسون قد مثلت سابقا في المسرحيات المدرسية فقط. حصلت إيما على العديد من الجوائز بفضل تمثيلها في سلسلة هاري بوتر، وحققت ما يقرب من 10 مليون جنيه إسترليني. وفي عام 2009، قامت واتسون بأول تجربة لها في مجال الدعاية لصالح شركة بربري لموسمي الخريف والشتاء. وفي شهر أكتوبر سنة 2013، اختيرت لتكون النجمة الأكثر جاذبية على مستوى العالم وفقاً لاستطلاع الرأي الذي أجرته مجلة إمباير.
أعلنت إيما واتسون سنة 2007 أنها ستشارك في فيلمي رسوم متحركة، هما فيلم أحذية الباليه، وهو مقتبسٌ من روايةٍ نُشرت في عام 1936، والفيلم الثاني كان فيلم قصة ديسبيرو. وقد عُرض فيلم أحذية البالية في سنة 2007، وشاهده 5,2 مليون شخص. أما فيلم قصة ديسبيرو المقتبس من رواية ألفتها كيت دي كاميلو، فقد صُدر عام 2008، وحقق أرباح تُقدر بنحو 70 مليون دولار.
وقد أصبحت إيما واتسون أغلى ممثلة في هوليوود بأجرٍ قدره 20 مليون دولار في عام 2009.

## نشأتها

### أعوامها الأولى

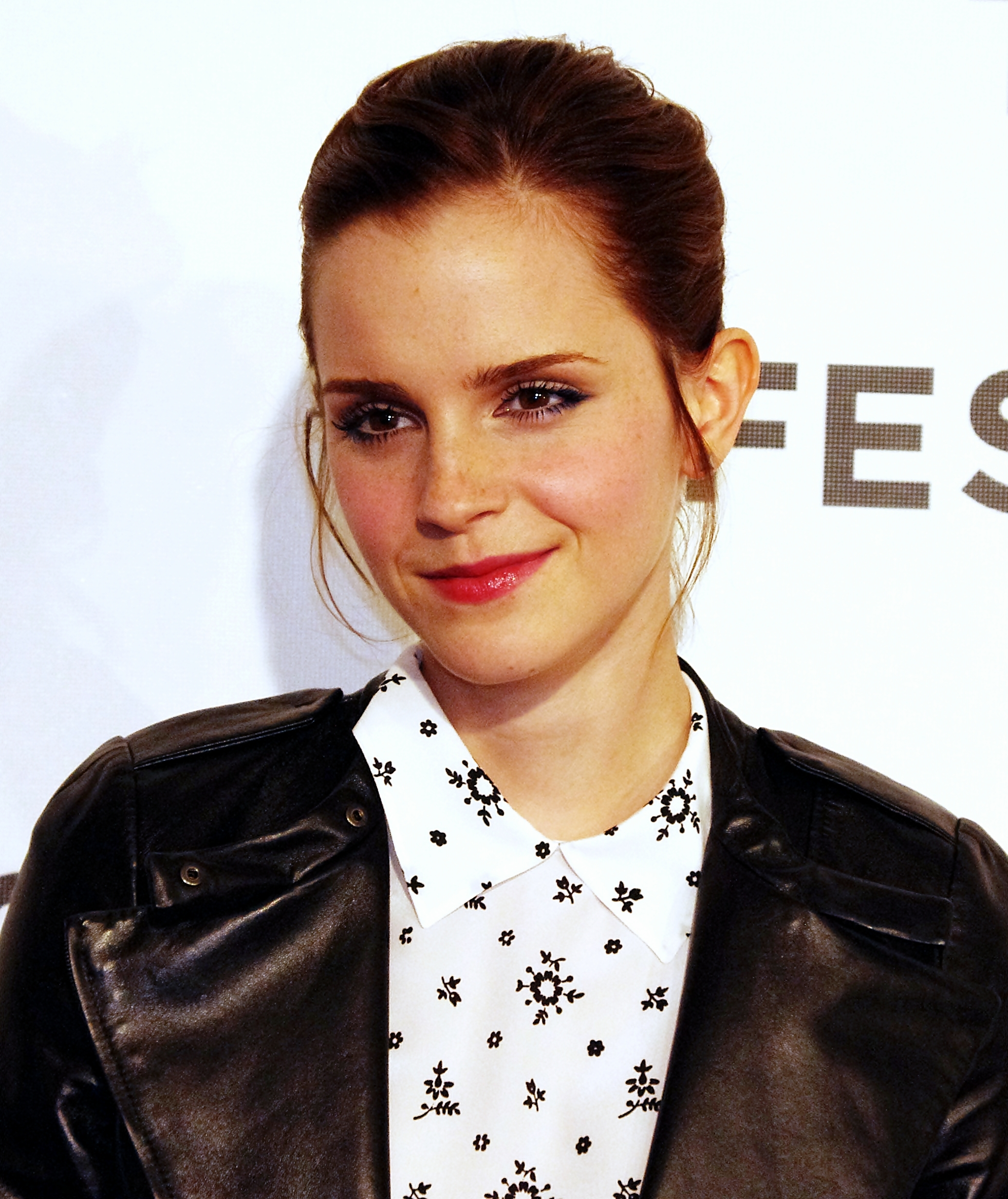
واتسون في مهرجان تريبيكا السينمائي

ولدت إيما في باريس في عام 1990 لزوجين إنجليزيين يعملان بالمحاماة، وهما جاكلين ليوسبي، وكريس واتسون. وهي الابنة الكبرى لكريس واتسون، أما أخوها الأصغر فهو «أليكس». عاشت إيما واتسون السنوات الخمس الأولى من عمرها في فرنسا، ولها جدّة فرنسية. وعندما انفصل والداها انتقلت مع والدتها وأخوها الأصغر للعيش في مدينة أكسفوردشير.

### تعليمها
كانت إيما تريد أن تكون ممثلة منذ أن كان عمرها 6 سنوات، وكانت تقضي نصف يومها في تعلم الدروس في الغناء والرقص والتمثيل في مسرح ستاجيكواتش المدرسي. وقد ربحت إيما في السابعة من عمرها الجائزة العليا للشعر في منافسة الشعر في مدرستها (بالإنجليزية: Daisy Pratt)‏. وعندما بلغت العاشرة من عمرها مثلت في فيلم "ارثر: السنوات الصغيرة" ولعبت دور البطولة في "الأمير السعيد"، وكذلك في المسرحيات المدرسية المتنوعة على مسرح ستاجيكواتش المدرسي. ولكنها لم تقم بأي عمل احترافي قبل سلسلة هاري بوتر. وعندما كانت في العاشره طُلبت من قبل مدير مدرستها للأختبار لدور هيرمايني جرينجر في "هاري بوتر وحجر الفيلسوف" مع بعض الزملاء الآخرين. ولم تأخذ الأمور بجديه في باديء الأمر، ولكنها عندما دُعيت مرة أخرى أخذت الأمر بجديه كبيرة. وعندما تم عرض الفيلم قال عنها النقاد "أنها محترفه". وفي مقابلة لواتسون مع مجلة پريد في عام 2007، قالت " ليس لدي أي فكرة عن حجم سلسلة الأفلام، ولو كان لدي أي فكرة، لكنت غارقةً تماماً. وفي 25 مايو 2014، حصلت على الليسانس من قسم اللغة الإنجليزية وآدابها، وتخرجت من جامعة براون. ونشرت على حسابها على تويتر صورة لها بملابس التخرج.

### حياتها الخاصة

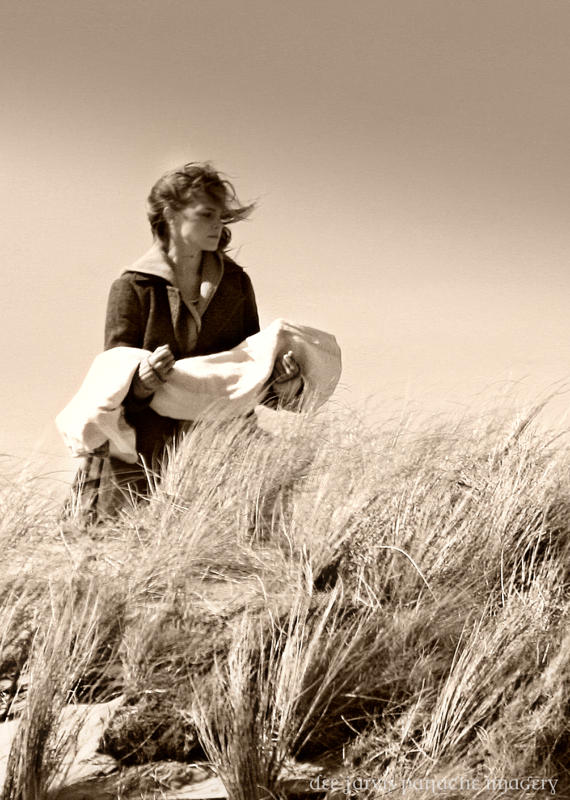
واتسون 2009.

بعد طلاق عائلة واتسون، تربت واتسون مع أزواج وأطفال مختلفين في عائلةٍ كبيرة. وكان يعيش معها في بيت والدها توأم يسمى بنينا ولوسي ، وطفل أصغر منها بأربع أعوام يسمي طوبي. أما والدتها فأنجبت طفلان من زوجها الجديد، وعاشت إيما معهم بشكل مستمر. وقد ظهر معها شقيقها ألكسندر في فيلمين من سلسلة هاري بوتر. وفي فيلم أحذية باليه التلفازي الذي قامت البي بي سي بإنتاجه، كما قامت أختها غير الشقيقة باولين فوسيل بتسجيل صوتها في دور الشاب كدوبلاج.
وقد تعلمت إيما مع أخوها في مدرسة دارجون The Dragon School حتى انتقالها إلى مدينة أكسفوردشير في عام 2003. وأتمت تعليمها بعد ذلك في مدرسة هيدين جتون Headington School . وفي فترات تصويرها للأفلام كانت واتسون تأخذ الدروس الخصوصية مع أقرانها لأكثر من 5 ساعات في اليوم. وعلى الرغم من تركيزها على الأفلام إلا أنها أتمت تعليمها بشكل ناجح. وفي يونيو 2006، دخلت واتسون امتحانات الشهادة العامة للتعليم الثانوي، وحصلت في 8 مواد على تقديرامتياز من أصل 10 مواد، أما المادتين الباقيتن فحصلت فيهما علي تقدير جيد جداً. ثم أتمت تعليمها في الولايات المتحدة في جامعة براون.
حققت واتسون أرباح تزيد عن ال10 ملايين جنيه إسترليني من سلسلة أفلام هاري بوتر. ولم تكن لتحقق تلك الأموال من أي عمل أخر، وكانت تعطي الأموال التي تربحها من أفلامها لعائلتها، وقد وضعتها عائلتها في البنك لتكاليف جامعتها. وعند انتهاء تعليمها الجامعي أصبحت ممثلة بكل ما تعنيه الكلمة حيث انتفت عنها صفة الطالبة أو التلميذة، لكن واتسون كانت تحب حياتها كطالبه، كما أوضحت في تصريحٍ لها " لماذا لا يفهم الناس ما أريده، بقائي بين أصدقائي في الجامعة يحميني، هكذا تنبغي أن تكون حياتي الحقيقية. وقالت أنها تحاول أن تكون إيجابية في العمل، وأن أصدقائها يساعدونها لتكون سعيدة مع عائلتها ومع أصدقائها في العمل، ويساعدونها أيضاً في كسب الخبرة. وقالت أيضاً أنها تربطها علاقة أخوة مع أصدقائها من نجوم سلسلة هاري بوتر، دانيال رادكليف، وروبرت غرينت.
تهتم إيما بالغناء، والرقص، والهوكي، والتنس، والرسم، وصيد الأسماك، وقد تبرعت للإتحاد الدولى للتنس. وتُعرف نفسها على أنها مدافعة عن المرأة، وهي من المعجبين بجوني ديب، وجوليا روبرتس.

## حياتها المهنية

### هاري بوتر

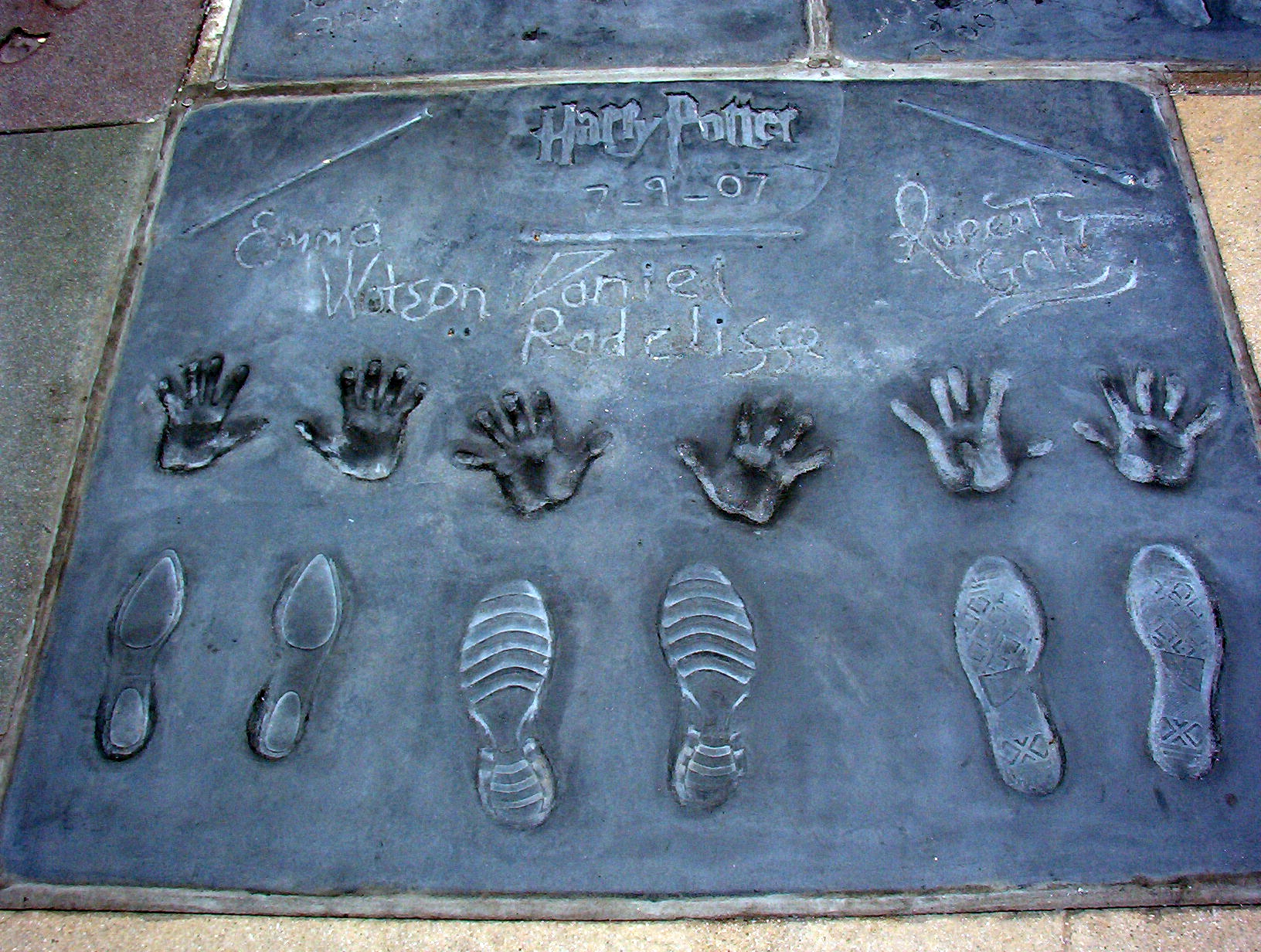
أثار أقدام وأيدي نجوم سلسلة هاري بوتر الثلاث، إيما واتسون، ودانيال رادكليف، وروبرت غرينت.

بدأت حياة واتسون الفنية في عام 1999، حيث بدأت بتمثيل كتاب هاري بوتر وحجر الفيلسوف، للكاتبة جوان رولينج موراي، وكان الفيلم على نفس اسم الكتاب. وكان دور هاري بوتر وصديقيه هيرمايني جرينجر، ورون ويزلي المساعدين له في الفيلم مهماً جداً بالنسبة للمخرجين. وتعرفت وكالات البحث عن الممثلين على واتسون بفضل معلمها في مسرح اكسفورد. وكان معلمها معجباً جداً من ثقتها بنفسها. وقال المخرج ديفيد هيمان، بعد أداء 8 امتحانات صوت أن الممثلين الرئيسين للفيلم هم إيما واتسون، ودانيال رادكليف، وروبرت غرينت، حيث قامت واتسون بدور هيرمايني جرينجر، ودانيال رادكليف بدور هاري بوتر، وروبرت غرينت بدور رون ويزلي. وأعلنت جوان رولينج عن دعمها لواتسون من أول تجربة تصوير.
وبحلول عام 2001 كان أول ظهور لفيلم من سلسلة هاري بوتر، وهو فيلم هاري بوتر وحجر الفيلسوف. وقد حطم هذا الفيلم الرقم القياسي لنسب المشاهدة في أول يوم وأسبوع من عرضه. وقد حصل الفيلم على أعلى نسبة مشاهدة وأعلى دخل في عام 2001. وأثني النقاد على أبطال الفيلم الثلاثة، كما أثني الجميع على أداء واتسون وأظهروا لها التقدير. وقالت جريدة ديلي تلغراف أن أداء واتسون استحق الأعجاب ونال التقدير. وقد نالت واتسون جائزة أحسن ممثلة شابة عن أدائها في فيلم هاري بوتر وحجر الفيلسوف، ونالت أيضاً 5 جوائز أخرى.
وفي عام 2002، ظهرت واتسون مرة أخرى أمام الكاميرا في فيلم هاري بوتر وحجرة الأسرار. وكانت ردود الأفعال حول الفيلم متباينة عن بعضها البعض، إلا أن آراء النقاد حول الأداء كان إيجابياً. وقد منحت جريدة دي فيلت الألمانية الجائزة الفضية لأحسن امرأة ممثله لواتسون على أدائها في الفيلم.
وفي عام 2004، عُرض فيلم هاري بوتر وسجين أزكابان. وأثار دور واتسوان اعجاب الكثيرين، وقالوا أن الدور الذي لعبته كان جذاباً ورائعاً. واستمر النقاد في مدح موهبة واتسون وأدائها الرائع. وبالرغم من حصول فيلم هاري بوتر وسجين أزكابان على أقل نسبة في الإيرادات اعتباراً من يناير 2008، إلا أنه كان من أنجح أفلام واتسون، حيث حصلت من الفيلم على جائزتي أوتوو، وعلى جائزة أحسن أداء للأطفال السنوية في الحفل الذي نظمته مجلة إجمالي الأفلام.

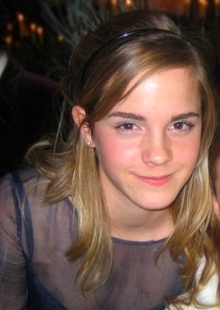
واتسون في نوفمبر 2005، في أول عرض لفيلم هاري بوتر وكأس النار

وفي عام 2005، تم طرح فيلم هاري بوتر وكأس النار. وقد قطعت واتسون وسلسلة أفلام هاري بوتر شوطاً كبيراً إلى الأمام يقدر بالعديد من الكيلو مترات بعرض هذا الفيلم. وقد مدح النقاد واتسون وأصدقائها النجوم المشاركين في الفيلم، وأثنوا على نضوجهم المتزايد. وأعلنت صحيفة نيويورك تايمز أن الأداء في ذلك الفيلم كان مؤثراً جداً. أما بالنسبة لواتسون فكانت طبيعة الفيلم قد هدأت التوتر بين الشخصيات الثلاثة الرئيسية في الفيلم، وذلك أيضاً مع نضوجهم أكثر وأكثر. وقالت واتسون "لقد أحببت جميع المناقشات، وكنت أفكر في نقاشاتهم على أنها أمرٌ واقعي. وحصلت واتسون مع أصدقائها الممثلين على جائزة الأوتوو البرونزية (المركز الثالث)، ليصل مجموع الجوائز عن فيلم هاري بوتر وكأس النار ثلاث جوائز. وبعدها بسنة ظهرت واتسون على غلاف مجلة تين فوغ، وكانت أصغر شخص يظهر على غلاف تلك المجلة. في عام 2006، مثلت حلقة خاصة مصغرة من سلسلة هاري بوتر أسمتها حقيبة يد الملكة، لأجل الاحتفال بعيد ميلاد إليزابيث الثانية ملكة إنجلترا الثمانين.
وفي عام 2007، طُرح الفيلم الخامس من سلسلة هاري بوتر، وهو فيلم هاري بوتر وجماعة العنقاء. وحطم الرقم القياسي العالمي في أول أسبوع من عرضه محققاً إيرادات بقيمة 332,7 دولار. وحصلت واتسون على جائزة أحسن أداء في مهرجان إنجلترا الدولي لجوائز الأفلام في 28 سبتمبر 2007. واستمرت واتسون في الحصول على المزيد من الشهرة بتمثيلها. و9 يوليو 2007، وضعت واتسون ونجوم سلسلة هاري بوتر دانيال رادكليف، وروبرت غرينت، أثار أيديهم وأقدامهم أمام مسرح جرومان الصيني في هوليوود.
وفي يوليو 2007، قالت واتسون أنها حققت أرباح تزيد عن 10 مليون جنيه إسترليني. واضطرت إلى قبول هذه الأموال للحصول على عمل بقية حياتها. وفي 10 مارس 2009، حصلت واتسون على المرتبة السادسة في تصنيف مجلة فوربس للشباب الأكثر ثراءً. وفي 2009، بلغت ثروتها 19 مليون جنيه إسترليني، وفي فبراير 2010، حصلت على أعلى راتب في هوليوود.
وعلى الرغم من النجاح الذي حققه فيلم هاري بوتر وجماعة العنقاء، إلا أن القلق كان يسيطر على مستقبل سلسلة هاري بوتر. وكان الأبطال الثلاثة الرئيسيين في الفيلم مترددين حول مواصلة أدوارهم في آخر جزئين من أفلام السلسلة. واتفق دانيال رادكليف في 2 مارس 2007 على أن يكون ذلك الفيلم آخر أفلامه. أما واتسون فقد ترددت كثيراً. وكان القرار المهم أنهم سيرتبطوا بأدوارهم التي في الأفلام لأربعة أعوام قادمين. ووافقت واتسون على الألتزام والانضمام لأخر فيلمين على أن يُضاعف ما تتقاضاه عن الفيلم 2 مليون جنيه إسترليني. وفي النهاية، قررت أن الايجابيات تفوق السلبيات. وبدأت الأعمال الرئيسية للفيلم السادس في نهاية عام 2007. على أن يتم عرض الأجزاء الأخيرة بين 17 مايو و18 ديسمبر 2008.

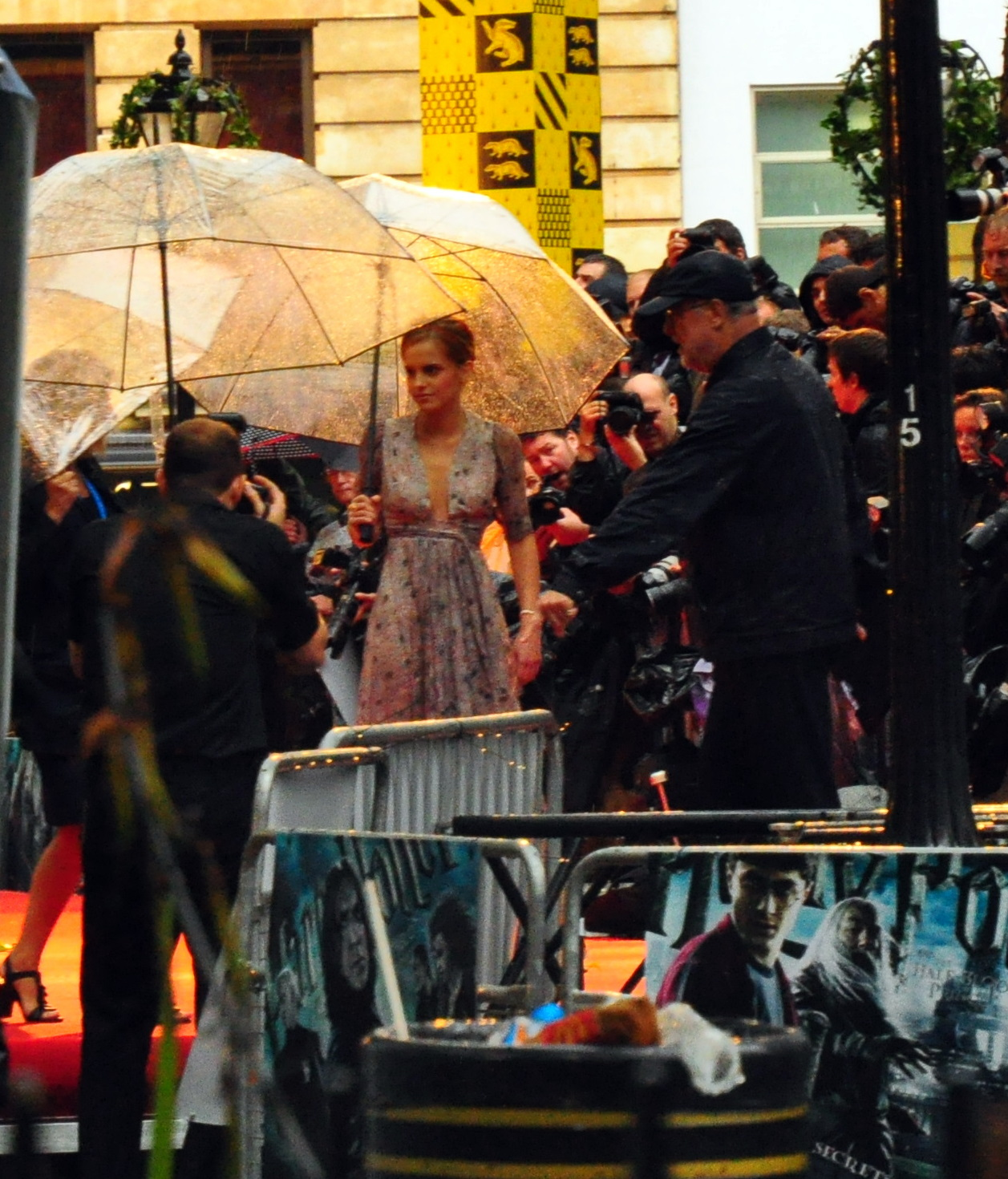
واتسون في هاري بوتر والأمير الهجين

وفي 15 يوليو 2009، كان ظهور الفيلم السادس من سلسلة هاري بوتر، وهو فيلم هاري بوتر والأمير الهجين، وحصلت واتسون مجدداً على ثناء ومدح النقاد. وقالت جريدة لوس أنجلوس تايمز أننا تعرفنا على ممثلة إنجليزية تحتوي على جميع المميزات الفنية، أما جريدة الواشنطن بوست، فقالت أن أدائها إلى الآن كان أكثر من رائع.
وأخر جزء في سلسلة أفلام هاري بوتر، هو فيلم هاري بوتر ومقدسات الموت. وقد بدأت واتسون تصويرذلك الفيلم في فبراير 2009، وتم الانتهاء منه في 12 يونيو 2010. ولأسباب مالية ونصية فقد تم تقسيم الكتاب إلى جزئين حتى يتم تصويره. وطُرح الجزء الأول من فيلم هاري بوتر ومقدسات الموت في نوفمبر 2010، أما الجزء الثاني فقد نُشر في يوليو 2011.

### الأعمال الفنية الأُخرى

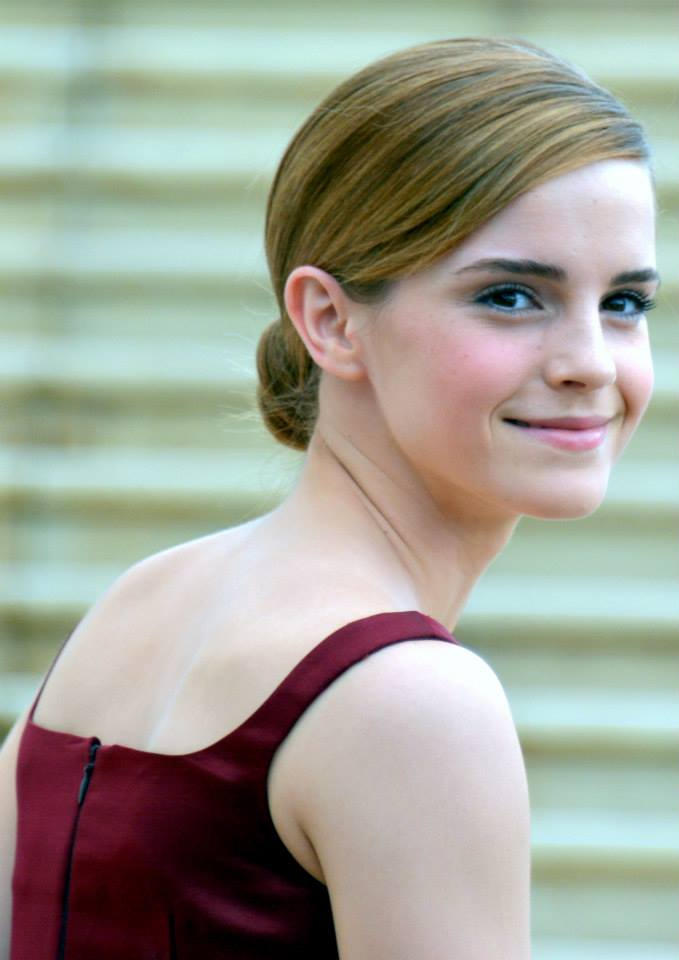
واتسون في مهرجان كان السينمائي 2013

كان فيلم أحذية بالية هو أول عمل تليفزيوني تشارك فيه واتسون خارج سلسلة هاري بوتر. وقامت أختها غير الشقيقة باولين فوسيل بالعمل كدوبلاج في هذا الفيلم. وبسبب تمثيلها في هذا الفيلم ترددت بشكل كبير في العودة إلى التمثيل مرة أخرى في سلسلة أفلام هاري بوتر، لإنها لم تستطع رفض هذا العمل (أحذية بالية)، وفي ذلك الوقت كان يتم تصوير فيلم هاري بوتر وجماعة العنقاء. وقالت عن فيلم أحذية بالية " لقد أحببت هذا العمل كثيراً". وقد شاركت واتسون مع أخواتها البنات الثلاثة في فيلم أحذية بالية المأخوذ من رواية نويل ستريت فيلد، وكانت بي بي سي هي التي تقوم بتصوير ذلك الفيلم. وقد تطلب ذلك الدور من واتسون أن تغير لون شعرها الأصفر إلى اللون الأبيض. وقد طُرح فيلم أحذية بالية في المملكة المتحدة في عطلة رأس السنة. وقد شاهد الفيلم 5.2 مليون مشاهد. وقد حصل الفيلم على تقيم سيئ من النقاد. وقالت جريدة نيويورك تايمز، أن الفيلم فيه القليل من جو العاطفة، والسحر، والزخم الدرامي. ولكنهم من جديد أثنوا على أدائها في المجمل. وكتبت جريدة ديلي تيليغراف عن الفيلم قائلةً " هل بالتأكيد تم القيام به بشكل جيد؟!، ولا يوجد أي نقص في الفيلم أليس كذلك؟! لأنه في تلك الأيام مهما كان الطفل جيداً، لا بد أن يتم توجيه من أحد الممثلين.
وقد شاركت واتسون في ديسمبر 2008 بأداء صوتي في فيلم رسوم متحركة، وهو فيلم قصة ديسبيرو. وقد مثلت واتسون دور الأميرة بيا الصوتي في الفيلم.
وفي يوليو 2008، وقعت واتسون عقداً مع شركة شانيل للموضة بمبلغ 3 مليون دولار. وقد أصبحت واتسون الوجه الجديد لشركة شانيل بدلا من كيرا نايتلي الوجه السابق للشركة، والمروجة لعطر كوكو مادموزيلا Coco Mademoiselle.

### فيلم نوح
هو فيلم ملحمي ديني من إخراج دارين أرنوفسكي وكتابة أرنوفسكي وآري هاندل. من بطولة راسل كرو وأنثوني هوبكنز وإيما واتسون وجينيفر كونلي ولوجان ليرمان ودوغلاس بوث وراي وينستون. الفيلم مبني على قصة سفينة نوح. صدر الفيلم في أمريكا الشمالية في 28 مارس، 2014، بينما منع عرضه في الشرق الأوسط ما عدا لبنان الذي صدر فيها في 10 أبريل، 2014. وقد أثار الفيلم جدلاً بين المجلس الأعلى للثقافة في مصر والأزهر الشريف حيث دعت مؤسسة الأزهر إلى منع عرض الفيلم، وأكدت رفضها لعرض "أي أعمال تجسد أنبياء الله ورسله، وصحابة رسول الله". وقال الأزهر "أن هذه الأعمال تتنافى مع مقامات الأنبياء والرسل، وتمس الجانب العقدي وثوابت الشريعة الإسلامية، وتستفز مشاعر المؤمنين. وقد طالبت "جبهة الإبداع المصري" بعرض الفيلم بحجة أن فكرة تحريم تصوير وتجسيد الأنبياء في الأعمال الفنية "لازالت حتى الآن اجتهاداً من الشيوخ والفقهاء واجتهادا في التأويل". كما أصدرت لجنتا السينما والمسرح، التابعتان للمجلس الأعلى للثقافة في مصر، قرارا يطالب بعرض الفيلم الأميركي نوح ورفض ما وصفته بوصاية الأزهر على الفنون. وتألقت واتسون في هذا الفيلم. وقد تصدر فيلم "نوح" إيرادات السينما في أميركا الشمالية، مسجلا 44 مليون دولار، مزيحا فيلم الحركة والمغامرة "دايفرجنت" من المركز الأول إلى الثاني. وقد أجاز الأمن العام اللبناني، عرض فيلم نوح. فيما قال ممثل لشركة "باراماونت" لإنتاج وتوزيع الأفلام إن ثلاث دول عربية هي قطر والبحرين والإمارات العربية المتحدة حظرت عرض الفيلم.

## حياتها كعارضة أزياء

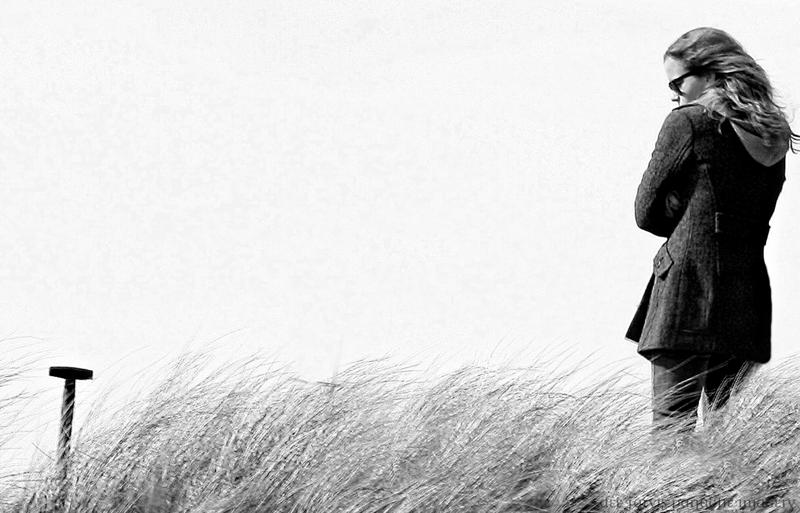
واتسن في مايو 2009

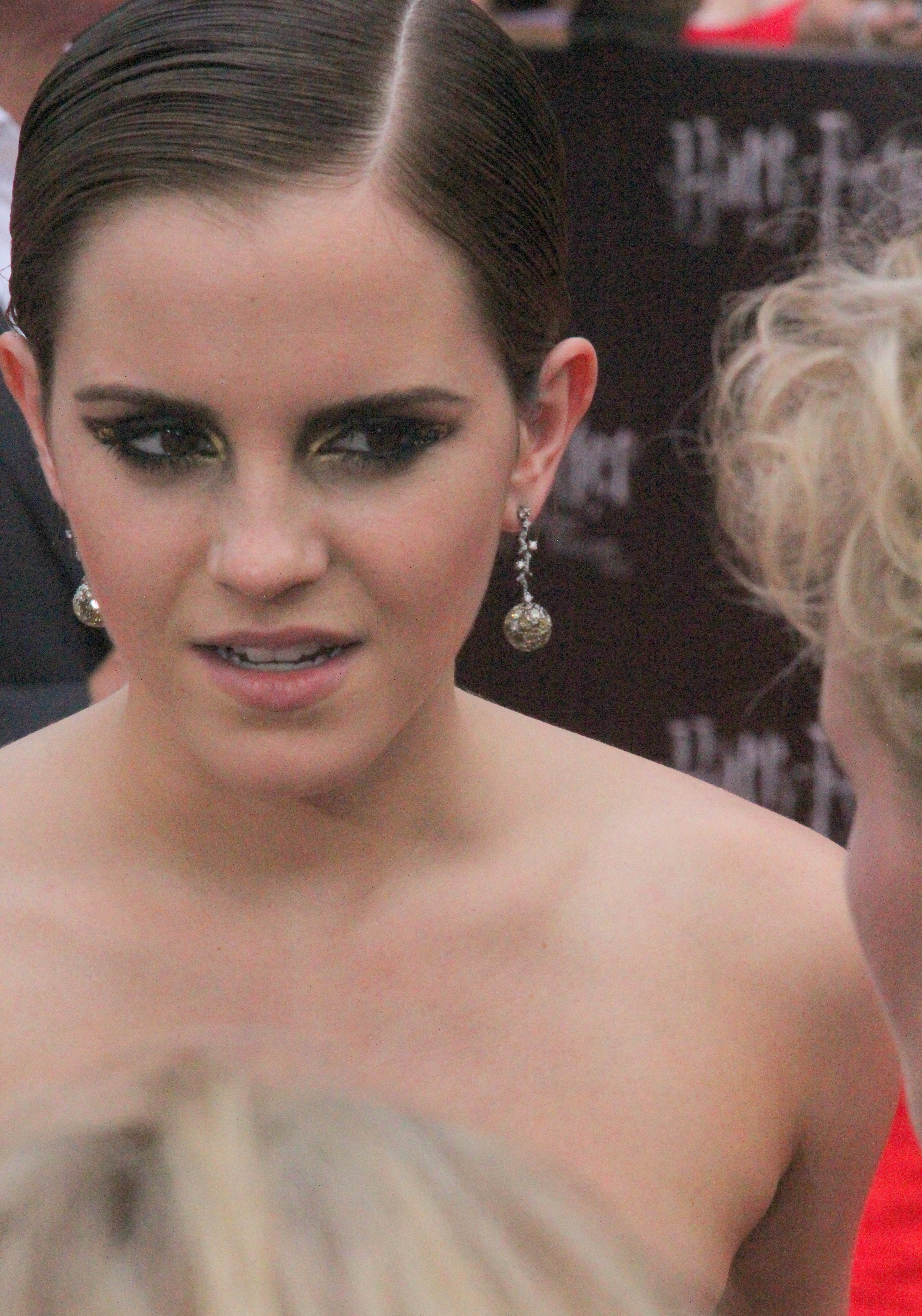
واتسون 2011

نشرت الصحافة البريطانية في 2008 تقريرا يفيد بأن واتسون كادت أن تحل محل كيرا نايتلي كوجهة لدار الازياء العالمية شانيل لكن لم يصل كلا الطرفين إلى اتفاق. وفي يوليو عام 2009 وبعد عدة شهور من الإشاعات أكدت واتسون أنها ستشارك مع دار الأزياء العالمية بوربيري كواجهة لحملتهم الشتوية والخريفية، وظهرت أيضا في الحملة الصيفية وحملة الربيع لنفس الشركة. وشارك معها أخوها أليكس والموسيقار جورج كراج ومات جيلمور وعارض الأزياء مارك هارد. وفي فبراير عام 2011 مُنحت واتسون جائزة أيقونة الطراز من المجلة الفرنسية إل في بريطانيا وذلك عن طريق المصمم الإنجليزي دام ويسوود. واستمرت واتسون في إعلانات الموضة وقد تم إعلانها كواجهه لشركة مستحضرات التجميل لانكوم في مارس عام 2011. كما أعلنت واتسون في سبتمبر عام 2009 مشاركتها مع شركة الأزياء بيبول تري.
كما عملت واتسون كمستشار لشركة بيبول تري لإنشاء مجموعة من ملابس الربيع والتي تم إطلاقها في السوق العالمية في فبراير 2010. وأيضا مجموعه أنماط متميزه مستوحاه من جنوبي فرنسا ولندن. وقد وصفت هذه المجموعة في صحيفة ذي تايمز بالبراعة، ونشرت هذه المجموعة علي نطاق واسع في كبري مجلات الموضة العالمية مثل المجلة الإمريكية تيين فوجو، وكوزمابولتين، وبيبول. وكانت واتسون تقول بأن «الموضة طريقة عظيمة لمنح الناس وإعطائهم مهارات جيدة بدلا من دفع المال نقداً إلى المؤسسات الخيرية حيث يمكنك مساعدة الناس من خلال إعطائهم الملابس وأشياء تمدهم بالفخر في حياتهم». وأعتقد بأن الشباب مثلي سيصبحون علي نحو متزايد أكثر اطلاعاً علي القضايا الإنسانية وعمل أشياء جيدة. واستمرت واتسون في المشاركة مع شركة بيبول تري  وحققت إنجازات جيدة أيضا في انطلاقة مجموعة الخريف والشتاء وذلك في 2010. واستمرت واتسون في تألقها حتى اختيرت 6 سنوات علي التوالي في قائمه المرأة الأكثر اثاره وذلك عن طريق رؤساء إف إتش إم، مجلة الرجال. وظهرت لأول مره في هذه القائمة في عام 2007 وصنفت في المركز 98 في قائمة أكثر مائة امرأة إثارة.
وقد حصلت أيضاً في عام 2008 علي المركز رقم 33، وفي 2009 حصلت علي المركز رقم 47، وفي 2010 حصلت علي المركز رقم 29 وفي عام 2011 حصلت علي المركز 23، وأخيرا في عام 2012 حصلت واتسون علي المركز 64 في قائمه المرأة الأكثر اثاره.

## سفيرة للنوايا الحسنة لشؤون المرأة
عَيَّنها مجلس المرأة التابع للأمم المتحدة، والمعني بالمساواة بين الجنسين، في يوليو 2014 سفيرة للنوايا الحسنة للدفاع عن تمكين النساء الشابات. وقد علقت واتسوان على ذلك بقولها «إنه حقا شرف لي أن يطلب مني أن أعمل سفيرة للنوايا الحسنة في الأمم المتحدة.» وأضافت: «حقوق المرأة شيء مرتبط بشكل أساسي بي شخصيا، ومتأصل في حياتي». وقد شاركت واتسون بالفعل في جهود الدعوة لتعليم الفتيات، حيث زارت بنغلادش وزامبيا، وتعمل واتسون على الترويج لحملة الأمم المتحدة «هو من أجل هي» لتحفيز الرجال والشباب على الاهتمام بحقوق المرأة والفتيات في أنحاء العالم. وقد أعلنت المنظمة الدولية عبر تويتر أن مسؤوليها «سعداء جدا» لانضمام الممثلة إليهم. وقالت بومزيل ملامبو-نوك، المديرة التنفيذية لهيئة الأمم المتحدة للمرأة «نحن سعداء ويشرفنا العمل مع إيما التي نعتقد أنها تجسد قيم هيئة الأمم المتحدة للمرأة.» وقالت أن «مشاركة الشباب مهمة للغاية من أجل تحقيق المساواة بين الجنسين في القرن الحادي والعشرين، وأنها مقتنعة بأن أفكار إيما ورغبتها ستساعد في توصيل رسائل هيئة الأمم المتحدة للمرأة إلى قلب وعقل الشباب على مستوى العالم.» وأصبحت واتسون زميلة لنيكول كيدمان كسفراء للنوايا الحسنة والأميرة التايلاندية باجراكيتيابها ماهيدول.

### تهديدها
أثارت الحملة التي أطلقتها واتسون في خطاب لها في نيويورك حثت فيه الرجال على الانضمام إلى المعركة من أجل المساواة بين الجنسين وإنهاء العنف والتمييز ضد المرأة غضب بعض الرجال حيث ظهرت صفحة إلكترونية بعنوان (إيما أنت التالية) عبر موقع فورتشان لتبادل الصور عدا تنازليا وتهديدا بنشر صور تم الحصول عليها بصورة غير قانونية لواتسون. وقد نشر موقع فورتشان قبل ذلك صوراً عارية للممثلة جينفر لورانس وعارضة الازياء كيت ابتون. لكن تبين أن التهديد بنشر صور واتسون كاذب إذ أن الصفحة تعيد توجيه الزائرين إلى صفحة أخرى بعنوان (رانتيك) التي تدعي أنها شركة للتسويق عبر وسائل التواصل الاجتماعي. وعرضت الصفحة الجديدة رسالة تدعو لغلق موقع فورتشان.وقالت الصفحة في بيان «انضموا إلينا في غلق موقع فورتشان ومنع تسريب المزيد من الصور الخاصة». وقالت واتسون في خطاب «لقد عُيّنت منذ ستة أشهر، وكلما تحدثت أكثر عن قضايا المرأة، لاحظت أكثر أن النضال من أجل حقوق المرأة أصبح غالبا مرادفا لكراهية الرجل.» وأضافت أن «هذا الأمر ينبغي أن يتوقف». لكن صفحة (رانتيك) نفسها قد تكون مزيفة بحسب تقارير إعلامية متنوعة. ولم تتمكن أي وسيلة إعلامية من تتبع الصفحة بصوره مباشرة. وكانت مؤسسه تومسون رويترز أرسلت رسائل إلكترونية إلى الصفحة لكن الرسائل ارتدت إليها. وقالت الغارديان أنه تعذر التحري من صحة التهديد وقال بعض مستخدمي موقع فورتشان أن التهديد قد يكون خدعة.

## النشاط والدعوة
تضامنت إيما واتسون مع الشعب الفلسطيني في العديد من المواقف، ودوّنت الكثير من التدوينات على حسابها في تطبيق إنستغرام دعماً لفلسطين، وأصدرت شخصيات بارزة في عالم السينما الأمريكية، بما في ذلك سوزان ساراندون ومارك روفالو وبيتر كابالدي وتشارلز دانس بيانًا لدعم إيما في تضامنها مع القضية الفلسطينية. كما أصدرت بياناً داعماً لمنظمة (فنانون من أجل فلسطين) (Artists for Palestine UK) وهي شبكة ثقافية تركز عى دعم حقوق الفلسطينيين. وفي كل مرة، تُثير منشوراتها غضباً وانتقادات من المسؤولين الإسرائيليين.

## فيلموغرافيا
| السينما   | السينما                           | السينما         | السينما                         |
| السنة     | اسم الفيلم                        | الدور           | الملاحظات                       |
| --------- | --------------------------------- | --------------- | ------------------------------- |
| 2001      | هاري بوتر وحجر الفيلسوف           | هيرمايني جرينجر | عُرفت بهاري بوتر وحجر الساحر.    |
| 2002      | هاري بوتر وحجرة الأسرار           | هيرمايني جرينجر |                                 |
| 2004      | هاري بوتر وسجين أزكابان           | هيرمايني جرينجر |                                 |
| 2005      | هاري بوتر وكأس النار              | هيرمايني جرينجر |                                 |
| 2007      | هاري بوتر وجماعة العنقاء          | هيرمايني جرينجر |                                 |
| 2008      | قصة ديسبيرو                       | الأميرة بيا     | أداء صوتي                       |
| 2008      | هاري بوتر والأمير الهجين          | هيرمايني جرينجر |                                 |
| 2010      | هاري بوتر ومقدسات الموت – الجزء 1 | هيرمايني جرينجر |                                 |
| 2011      | هاري بوتر ومقدسات الموت – الجزء 2 | هيرمايني جرينجر |                                 |
| 2011      | أسبوعي مع مارلين                  | لوسي            |                                 |
| 2012      | مزايا ان تكون خجولا               | سام             |                                 |
| 2012      | حلقة بلينج                        | نيكي مور        |                                 |
| 2013      | هذه هي النهاية                    | كنديسي          |                                 |
| 2014      | نوح                               | إيلا            |                                 |
| 2015      | كولونيا                           | لينا            |                                 |
| 2015      | تراجع                             | أنجيلا جراي     |                                 |
| 2017      | الجميلة والوحش                    | بـل             |                                 |
| 2017      | الدائرة                           | ماي هولاند      |                                 |
| 2019      | نساء صغيرات                       | ميغ مارش        |                                 |
| التلفزيون |                                   |                 |                                 |
| السنة     | اسم الفيلم                        | الدور           | الملاحظات                       |
| 2007      | أحذية الباليه                     | باولينا فوسيل   | فيلم تلفزيوني من إعداد بي بي سي |

## الجوائز
| السنة | المنظمة                                            | الجائزة                                           | الفيلم                   | النتيجة |
| ----- | -------------------------------------------------- | ------------------------------------------------- | ------------------------ | ------- |
| 2002  | جائزة الفنان الشاب                                 | عرض أفضل ممثل وممثلة شابة                         | هاري بوتر وحجر الفيلسوف  | فازت    |
| 2002  | أكاديمية الخيال العلمي، لأفلام الخيال والرعب       | جائزة زحل                                         | هاري بوتر وحجر الفيلسوف  | لم تفز  |
| 2002  | مجلة إمباير                                        | جائزة إمباير سوني إريكسون                         | هاري بوتر وحجر الفيلسوف  | لم تفز  |
| 2002  | جوائز رواد سينما الأمريكية                         | جائزة الممثلة المساعدة                            | هاري بوتر وحجر الفيلسوف  | لم تفز  |
| 2002  | جائزة الفنان الشاب                                 | أفضل فريق فيلم واعد                               | هاري بوتر وحجر الفيلسوف  | لم تفز  |
| 2003  | جوائز الأوتوو                                      | الجائزة الفضية لأجمل امرأة ممثلة الجائزة الفضية   | هاري بوتر وحجرة الأسرار  | فازت    |
| 2004  | جوائز الأوتوو                                      | الجائزة الفضية لأجمل امرأة ممثلة (الجائزة الفضية) | هاري بوتر وسجين أزكابان  | فازت    |
| 2004  | مجموع الأفلام                                      | أداء الطفل للعام                                  | هاري بوتر وسجين أزكابان  | فازت    |
| 2004  | جمعية نقاد السينما                                 | أفضل ممثلة شابة                                   | هاري بوتر وسجين أزكابان  | لم تفز  |
| 2005  | جوائز الأوتوو                                      | أفضل نجمة فيلم (الجائزة الذهبية)                  | هاري بوتر وسجين أزكابان  | فازت    |
| 2005  | جمعية نقاد السينما                                 | أفضل ممثلة شابة                                   | هاري بوتر وكأس النار     | لم تفز  |
| 2006  | جوائز الأوتوو                                      | أفضل ممثلة شابة (الجائزة البرونزية)               | هاري بوتر وكأس النار     | فازت    |
| 2006  | جوائز إم تي في للأفلام                             | أفضل فريق على الشاشة                              | هاري بوتر وكأس النار     | لم تفز  |
| 2007  | جوائز للفيلم الوطني ITV                            | أفضل أداء لإمرأة                                  | هاري بوتر وجماعة العنقاء | فازت    |
| 2007  | اختيار جوائز المملكة المتحدة نيكلوديون للأطفال     | أفضل ممثلة فيلم                                   | هاري بوتر وجماعة العنقاء | فازت    |
| 2008  | جوائز مجلة إمباير سوني إريكسون في الولايات المتحدة | أفضل ممثلة فيلم                                   | هاري بوتر وجماعة العنقاء | لم تفز  |
| 2008  | جوائز المجموعة المتألقة                            | أفضل أداء لإمرأة                                  | هاري بوتر وجماعة العنقاء | فازت    |
| 2008  | جوائز الأوتوو                                      | أفضل نجمة فيلم (الجائزة الذهبية)                  | هاري بوتر وجماعة العنقاء | فازت    |
| 2008  | جوائز SyFy النوعية                                 | أفضل مرأة ممثلة                                   | هاري بوتر وجماعة العنقاء | فازت    |
| 2008  | جوائز جلامور                                       | أفضل ممثلة في المملكة المتحدة                     | أحذية الباليه            | لم تفز  |
| 2009  | جوائز سكريم                                        | أفضل ممثلة رائعة                                  | هاري بوتر والأمير الهجين | لم تفز  |
| 2010  | جوائز إم تي في للأفلام                             | أفضل أداء لإمرأة                                  | هاري بوتر وجماعة العنقاء | لم تفز  |
| 2010  | جوائز اختيار الصاعدين                              | ممثلة الفيلم الرائعة                              | هاري بوتر وجماعة العنقاء | لم تفز  |

## وصلات خارجية
- إيما واتسون على موقع IMDb (الإنجليزية)
- إيما واتسون على موقع ميتاكريتيك (الإنجليزية)
- إيما واتسون على موقع روتن توميتوز (الإنجليزية)
- إيما واتسون على موقع مونزينجر (الألمانية)
- إيما واتسون على موقع قاعدة بيانات الأفلام العربية
- إيما واتسون على موقع ألو سيني (الفرنسية)
- إيما واتسون على موقع ميوزك برينز (الإنجليزية)
- إيما واتسون على موقع أول موفي (الإنجليزية)
- إيما واتسون على موقع بوكس أوفيس موجو (الإنجليزية)
- إيما واتسون على موقع قاعدة بيانات الأفلام السويدية (السويدية)